# Birthe Wilke
Pour les articles homonymes, voir Wilke.
Birthe Wilke, née le 19 mars 1936 à Vesterbro, Copenhague, est une chanteuse danoise populaire dans les années 1950 et 1960. Elle a notamment participé deux fois au Concours Eurovision de la chanson.

## Carrière
Alors qu'elle était adolescente, elle a remporté un concours de talent au théâtre National Scala (da) à Copenhague, a chanté comme soliste avec l'orchestre de Bruno Henriksen (da) aux jardins de Tivoli à Copenhague et a fait son premier enregistrement en enregistrant une version de Que sera, sera en 1956.
En 1957, après sa victoire au Dansk Melodi Grand Prix, elle a été choisie avec Gustav Winckler pour représenter le Danemark pour la première fois au deuxième Concours Eurovision de la chanson avec la chanson Skibet skal sejle i nat (« Le navire va prendre la mer ce soir ») et a stupéfié les spectateurs avec un baiser de 13 seconds à la fin de l'interprétation de la chanson. Le duo se classa 3e sur 10 participants à l'issue du scrutin.
En 1959, elle a également participé au Concours Eurovision de la chanson 1957 où elle a chanté en solo Uh, jeg ville ønske jeg var dig (« Oh, je voudrais être toi »). La chanson s'est classée 5e sur 11 à la fin du vote.
En 1966, elle a pris sa retraite de la vie publique, mais a fait un retour de courte durée en 1973.

## Filmographie
- 1957 : Jeg elsker dig (da) de Torben Anton Svendsen
- 1961 : Jetpiloter (da) d'Anker Sørensen (da)
- 1961 : Reptilicus le monstre des mers de Poul Bang (da)